# Smirgel

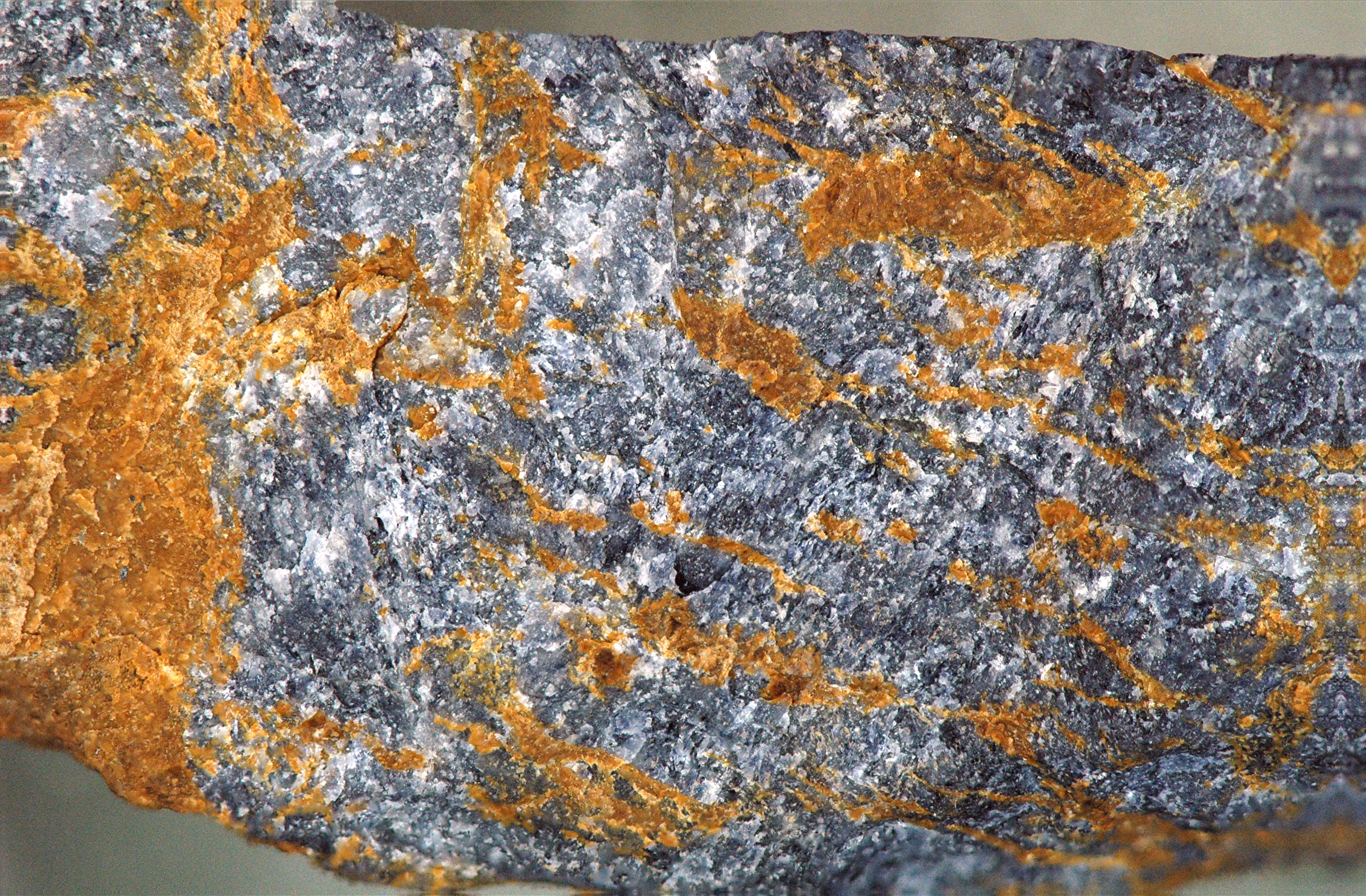
Náxosz szigetén bányászott smirgel

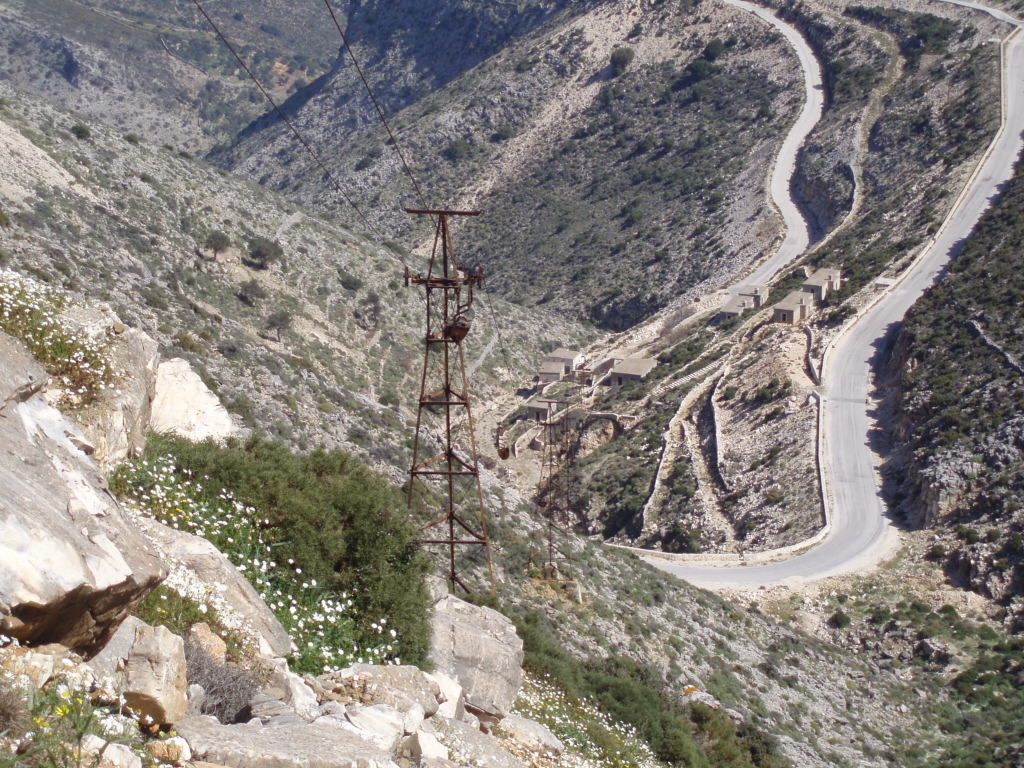
A smirgelbánya Náxosz szigetén

A smirgel szürke, barna vagy kékes, szemcsés korund, ami a műkorundgyártás felfutása előtt a legkeresettebb csiszolóanyag volt. Mivel a természetben általában nagyon egyenlőtlen szemnagyságú és nem önállóan, hanem jóval kevésbé kemény szennyező ásványokkal, leginkább magnetittal vagy hematittal keverten fordul elő, felhasználás előtt a nyers smirgelt törik, szitálják, majd szemnagyság szerint osztályozzák.
Legismertebb lelőhelye Náxosz szigetén van, de kisebb mennyiségben az Égei-tenger más szigetein (főleg Számoszon), sőt, Kis-Ázsiában is bányászták. Ezekben a telepekben a mészkőbe, illetve márványba zárt fészkekben fordul elő mint korund, magnetit és biotit keveréke. Amíg keresett cikk volt, számos kemény ásványt, így például gránát- és topázpor keverékét, illetve általában a drágakőcsiszolás hulladékait is ezen a néven árulták, ezek azonban kevésbé voltak kemények. Külön kategóriaként jóval silányabb anyag volt az úgynevezett levantei vagy velencei smirgel — kvarcpor és hematit aprószemű keveréke, 7 alatti keménységgel.

## Etimológia
A smirgel szó görög eredetű, szmyrisz (σμύρις) jelentése csiszolópor. A magyarba német közvetítéssel került azonos jelentéssel: Schmirgel. Ebből származik a magyar smirgli (csiszolópapír) szó.